# Kloster Schale

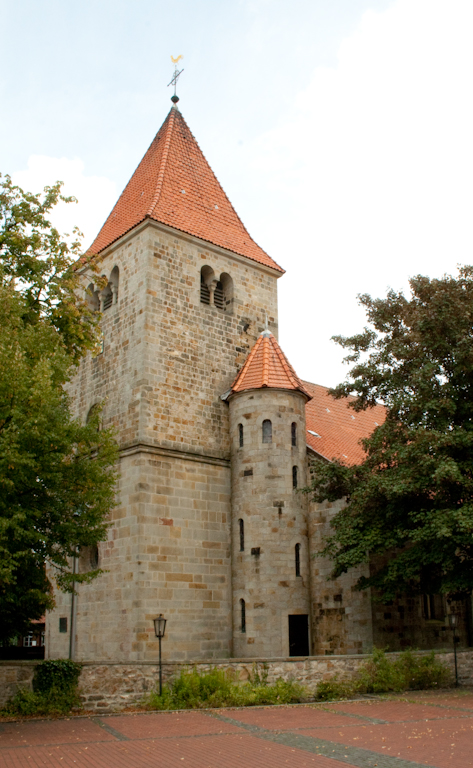
Ansicht der Kirche aus Sicht der Dorfstraße

Das Kloster Schale war ein Zisterzienserinnenkloster in Schale, einem Ortsteil der Gemeinde Hopsten im westfälischen Tecklenburger Land (Kreis Steinfurt). Es wurde 1278 gegründet und mit dem Beginn der Reformation von Konrad von Tecklenburg aufgekauft und zu einem evangelischen Kirchspiel umgebaut. Die Klostergebäude sind vermutlich im Dreißigjährigen Krieg niedergebrannt.

## Geschichte
Im Jahre 1278 gründeten die Brüder Johannes und Lambertus das Zisterzienserinnenkloster in Schale und statteten es mit einigen Gütern aus. Bestätigt wurde die Gründung mit einer Urkunde des Osnabrücker Bischofs Konrad II. von Rietberg vom 21. Oktober 1278. Der Konvent stammte aus dem Kloster Börstel. Das Kloster hatte den Namen ad Scalam dei (=zur Leiter Gottes, zur Himmelsleiter), weshalb im Schaler Wappen eine Leiter gezeigt wird.
Im Jahre 1527 wurde das Kloster mit Beginn der Reformation aufgelöst. Am 3. Juli 1535 kaufte Konrad von Tecklenburg die Gebäude und wandelte die Klosterkirche in eine evangelische Pfarrkirche um. Die übrigen Klostergebäude verfielen und wurden vermutlich als Steinbruch genutzt.
Man vermutet, dass die Klostergebäude im Dreißigjährigen Krieg niederbrannten. Die ehemalige Klosterkirche blieb verschont und ist, nach einigen Umbauten, als Dorfkirche erhalten.

### Klosterkirche
Die Klosterkirche wurde in der zweiten Hälfte des 13. Jahrhunderts im Übergang zwischen Romanik und Gotik errichtet. Sowohl rundbogige Fenster als auch spitzbogige Portale sind vorhanden. Ursprünglich bestand die Kirche aus einem einschiffigen, zweijochigen Langhaus, einem einjochigen, quadratischen Chor und dem Westturm, der zum Schiff hin geöffnet ist. Im 19. Jahrhundert war der Turm bis auf die Höhe des Schiffes zerstört und wurde vom Satteldach des Langhauses überdeckt.
1899 wurde die Kirche im neuromanischen Stil erweitert: Auf der Südseite wurde ein zweites Schiff angebaut, der Turm wurde aufgestockt und mit einem Zeltdach versehen.
Die Haltebalken des Glockenstuhls wurden im März 2002 aufwendig ausgetauscht, da sie nicht mehr ausreichend Standsicher waren.